# Balingore
 (décembre 2020).
Si vous disposez d'ouvrages ou d'articles de référence ou si vous connaissez des sites web de qualité traitant du thème abordé ici, merci de compléter l'article en donnant les références utiles à sa vérifiabilité et en les liant à la section « Notes et références ».

Balingore (ou Balinghore) est un village du Sénégal situé en Basse-Casamance. C'est le chef-lieu de la commune de Balinghore, dans l'arrondissement de Tendouck, le département de Bignona et la région de Ziguinchor.
Lors du dernier recensement (2016), Balingore comptait 3 011 personnes et 419 ménages.
Le lycée se situe entre les trois quartiers: Balimbane , Djirokir et Kindiong. Le fondateur de Balingore s'appelle Bouyanfang Badji et Kindiong est le premier quartier du village. Le village de Balingore a un lycée, un CEM ,trois écoles primaires, une école maternelle et deux cases des tout petits. Il est composé majoritairement de Diolas. Il a trois mosquées pour neuf quartiers: Djirokir, Kindiong, Balimbane, Kawa, Baléve, Bakinta ,Etécom , Dianack, Kabaline.[réf. nécessaire].